# Marubo
Le marubo est une langue panoane parlée en Amazonie brésilienne, sur le territoire de la municipalité d'Atalaia do Norte de l'État d'Amazonas par l'ensemble des 1 043 Marubo. Une partie de la population, 15 %, est monolingue.